# Route nationale 400
Pour les articles homonymes, voir Route nationale 400 (homonymie).
La Route nationale 400 ou RN 400 était une route nationale française reliant Brienne-le-Château à Ceffonds. À la suite de la réforme de 1972, elle a été déclassée en RD 400.

## Ancien tracé de Brienne-le-Château à Ceffonds (D 400)
- Brienne-le-Château
- Juzanvigny
- Épothémont
- Louze
- Ceffonds